# Aparejo de fortuna
Aparejo de fortuna es el segundo disco de Javier Krahe, editado originalmente en 1984. Todos los temas están compuestos por Javier Krahe, menos Once años antes, Un trivial comentario, Hoy por hoy y Tiralevitas, por Javier Krahe y Jorge Krahe; y Usted y yo, por Javier Krahe y Alberto Pérez.

## Listado de temas
1. "Once años antes" - 3:32
2. "Ciencias ocultas" - 3:35
3. "Ovnis" - 3:33
4. "Sr. Juez" - 3:43
5. "El topo" - 1:46
6. "Los caminos del señor" - 3:45
7. "Usted y yo" - 3:11
8. "Un trivial comentario" - 2:41
9. "Un burdo rumor" - 3:30
10. "Esaú" - 3:00
11. "Hoy por hoy" - 4:00
12. "Tiralevitas" - 2:30